# Konanjageri, Madikeri
Konanjageri là một làng thuộc tehsil Madikeri, huyện Kodagu, bang Karnataka, Ấn Độ.